# Eupatorium hyssopifolium
Eupatorium hyssopifolium es una planta herbácea de la familia Asteraceae natural de Norteamérica.

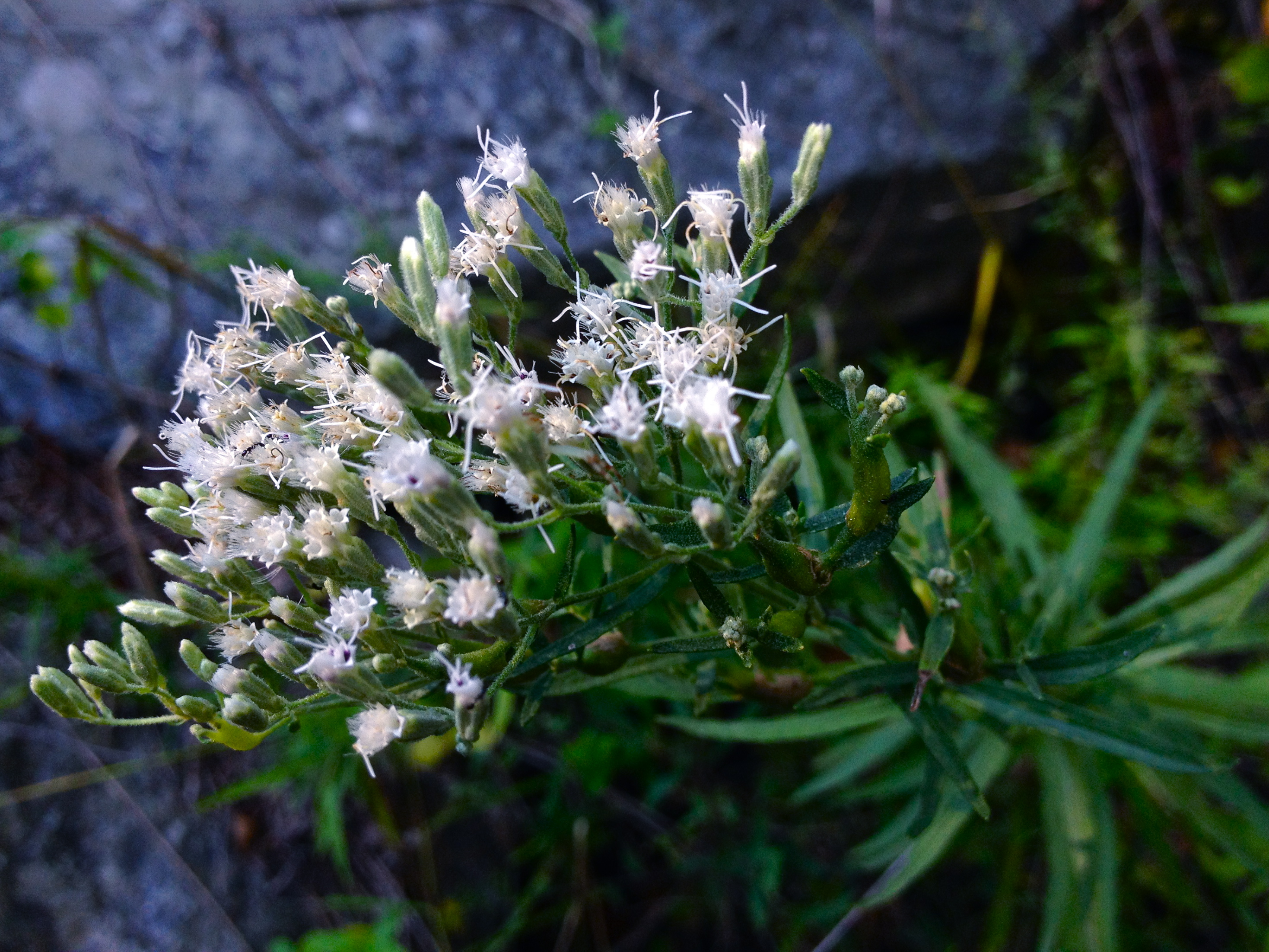
Vista de la planta

Ilustración

## Descripción
Al igual que otros miembros del género Eupatorium tiene inflorescencias que contienen un gran número de pequeñas cabezas de flores, cada una con 5 blancos floretes del disco pero no tiene flores liguladas. Alcanza un tamaño de 0,5 a un metro de altura, es la más cortade la gama de alturas que se encuentran en las especies de Eupatorium.
Las plantas que se clasifican como E. hyssopifolium puede ser diploide o poliploide , y algunos de ellas parecen haber sido el resultado de hibridaciones pasadas con Eupatorium serotinum. Los híbridos con E. album y E. linearifolium también parecen existir. El híbrido E. torreyanum es similar a E. hyssopifolium pero es un híbrido de E. serotinum y Eupatorium mohrii.

## Distribución
Eupatorium hyssopifolium se encuentra en gran parte del este y centro-sur de Estados Unidos, desde Massachusetts al oeste de Wisconsin, y tan al sur como de Texas y Florida. Crece en suelos húmedos

## Usos
Eupatorium hyssopifolium se puede utilizar con fines medicinales (se aplica externamente para las picaduras de insectos y reptiles). También se puede plantar cerca de cultivos para atraer a los insectos beneficiosos.

## Taxonomía
Eupatorium hyssopifolium fue descrita por Carlos Linneo y publicado en Species Plantarum 2: 836. 1753.
Etimología
Eupatorium: nombre genérico que viene del griego y significa "de padre noble". Cuyo nombre se refiere a Mitrídates el Grande, que era el rey del Ponto en el siglo I a. C. y a quien se le atribuye el primer uso de la medicina. De hecho, las especies de este género, a lo largo del tiempo, han tomado diversas denominaciones vulgares referidas sobre todo a la medicina popular, esto sirve para resaltar las propiedades de Eupatoria, aunque actualmente este uso se ha reducido algo debido a algunas sustancias hepatotóxicas presentes en estas plantas.
hyssopifolium: epíteto latíno que significa "con las hojas de Hyssopus".
Sinonimia
- Eupatorium crassifolium Raf.
- Eupatorium lecheifolium Greene
- Eupatorium linearifolium Michx.
- Eupatorium torreyanum Short ex Torr. & A.Gray
- Uncasia hyssopifolia (L.) Greene
- Uncasia lecheaefolia (Greene) Greene
- Uncasia lecheifolia (Greene) Greene
- Uncasia torreyana (Short & Peter) Greene[9]